# Volume (Datenspeicher)
Ein Volume – Aussprache [ˈvɒljuːm] oder [ˈvɑɫˌjum], fachsprachlich im Englischen für Laufwerk  – bezeichnet in der Informatik eine sog. Collection ‚Sammlung‘ von adressierbaren Datenblöcken, die von Computerprogrammen (Betriebssysteme oder Anwendungssoftware) zur Datenspeicherung verwendet werden kann. Diese Datenblöcke müssen dabei nicht notwendigerweise aufeinanderfolgend auf einem physischen Datenträger organisiert sein, der Zugriff über das Volume erfolgt jedoch stets so, als ob das der Fall wäre. Praktisch ist ein Volume die Abstraktion des Konzepts einer fortlaufenden Folge von Sektoren auf einem Laufwerk hin zu einer logisch fortlaufenden Folge von Datenblöcken unabhängig von den eigentlichen Speichermedien.
Volumes werden oft gemeinsam mit Partitionen und tatsächlichen Laufwerken (oder sonstigen Datenspeichern) genutzt und die Begriffe teilweise synonym verwendet.

## Abgrenzung
Ein Volume bzw. eine Partition kann eine Partitionstabelle und eine oder mehrere Partitionen enthalten, oder auch ohne weitere Aufteilung verwendet werden. Per allgemeiner Definition ist eine Partition abermals ein Volume, beide Begriffe können also dasselbe Blockgerät bezeichnen. Unterschiede bei der Verwendung der Begriffe gibt es jedoch je nach System.
Bei einigen Betriebssystemen steht ein Volume auch ganz allgemein für Datenträger oder Datenspeicher. Um vom Betriebssystem verwendet werden zu können, müssen Volumes in der Regel ein benutzbares Dateisystem enthalten und eingebunden werden (Einhängepunkt, unter Windows z. B. einen Laufwerksbuchstaben erhalten). Bei logischen Abstraktionen wie einem Logical Volume Manager oder Software-RAID gibt es im Rahmen der Implementierung jeweils eigene Definitionen und Begriffe, etwa ein Einfaches Volume, Übergreifendes Volume und Stripesetvolume bei den dynamischen Datenträgern unter Windows. Gerade die Möglichkeit der Verteilung auf mehrere physische Festplatten o. Ä hat auch unter Windows zur Verwendung des Begriffes ‚Volume‘ an Stelle des Begriffes ‚Laufwerk‘ geführt.

## Nutzung
Ein Volume beinhaltet sehr oft ein Dateisystem, das den zur Verfügung gestellten Speicherplatz zur Verwaltung der Datenspeicherung in Form von Dateien und Verzeichnissen organisiert. Der Begriff findet sich daher auf vielen Dateisystemen wieder, etwa als Volume ID oder Volume Label. Bei vielen Betriebssystemen werden eingehängte Datenträger, bzw. die Dateisysteme darauf, ebenfalls als Volume bezeichnet. So nennt z. B. macOS von Apple alle initialisierten Partitionen Volume und verwendet dafür als Einhängepunkt im Allgemeinen ein Unterverzeichnis unterhalb von /Volumes. Unter Windows von Microsoft wird neben der traditionellen Bezeichnung Laufwerk (von Laufwerksbuchstabe, was einem Einhängepunkt entspricht) ebenfalls der Terminus Volume verwendet, beispielsweise von diskpart. Unter vielen unixartigen Systemen sind flexible Speicherkonzepte üblich, wie etwa der von Linux genutzte Logical Volume Manager, der physische oder logische Datenspeicher in Volumes zusammenfassen und in Partitionen aufteilen kann.
Es gibt jedoch auch Computerprogramme, die direkt auf Volumes zugreifen. Ein Beispiel dafür sind Datenbanksysteme, die so konfiguriert werden können, dass sie direkt und ohne Zuhilfenahme eines Dateisystems z. B. eine Partition für die Verwaltung der Einträge nutzen (Raw Device).
Auch virtuelle bzw. logische Volumes können von den meisten Betriebssystemen verwaltet werden. So ist es z. B. unter Unix und unixoiden Systemen, wie Linux oder macOS, sowie unter Windows möglich, Dateien selbst als Volumes zu nutzen. Unter Unix gelingt das seit jeher über das Loop-Gerät (loop device), bei macOS werden alle .dmg-Speicherabbilder und unter Windows z. B. VHD-Festplattenabbilder auf dieselbe Art ins System eingebunden. Auch ISO-Abbilder können auf vielen Systemen identisch wie physische optische Speichermedien in einem realen optischen Laufwerk verwendet werden – sie erhalten einen nicht unterscheidbaren Einhängepunkt bzw. einen Laufwerksbuchstaben, genau gleich, wie das auch bei einem physischen Medium der Fall ist. Teilweise wird dabei ein vollständiges Laufwerk emuliert (virtuelles Laufwerk).

## Laufwerk
Der Begriff des Volume findet sich auf einigen Betriebssystemen als Synonym für einhängbare Datenspeicher. Ein Beispiel dafür ist macOS – alles, was ein unterstütztes Dateisystem hat, ist hier ein Volume. Anders ist dies z. B. bei Windows, wo verfügbare Volumes hauptsächlich als Laufwerke bezeichnet werden, und folglich meist einen Laufwerksbuchstaben erhalten.
Von dieser Verwendung des Begriffs nicht erfasst werden daher uninitialisierte Volumes, die kein Dateisystem oder andere vom Betriebssystem verwendbare Datenstrukturen enthalten. Allerdings werden solche Volumes in Dienstprogrammen dann oft als Volumes (oder Partitionen) vom Typ Raw (englisch für „roh“, unformatiert) angezeigt.

## RAID-Volume
Ein frühes Beispiel für Volumes, die weder direkt fortlaufend, noch zusammenhängend auf physikalischen Datenträgern organisiert sind, sind einige Formen von RAID-Volumes. Das ‚R‘ steht in diesem Akronym für ‚Redundanz‘. Ein RAID-Controller verhält sich dabei dem Betriebssystem gegenüber wie ein einzelnes physisches Laufwerk. Er kann jedoch dafür sorgen, dass die physische Speicherung auf mehrere physische Laufwerke derart geschieht, dass durch den Ausfall eines Datenträgers kein Datenverlust entsteht.